# Nevus comedoniano
El nevus comedoniano es una enfermedad poco frecuente de la piel. Se caracteriza por la existencia de una alteración en el desarrollo de la piel que provoca la aparición de unas lesiones que consisten en folículos pilosos dilatados y llenos de tapones córneos, por lo que recuerdan a un comedón, aunque en realidad se clasifican como un tipo de hamartoma. Las lesiones se agrupan adoptando una disposición lineal y suelen localizarse principalmente en cara, cuello y tronco, más raramente en brazos y muslos. Suele aparecer en la infancia o estar ya presente en el momento del nacimiento, en raras ocasiones aparece durante la vida adulta. Sigue un curso benigno por lo que en general no precisa tratamiento, salvo por motivos estéticos.

## Historia
Fue descrito por Kofmann en el año 1895.

## Frecuencia
Es un trastorno muy poco frecuente, hasta el año 2006 se habían descrito en la literatura médica menos de 200 casos en todo el mundo.

## Síndrome del nevus comedónico
Aunque el nevus comedónico suele aparecer esporádicamente como fenómeno aislado, sin herencia familiar ni predisposición racial, se han descrito casos en los que se asocia a otras enfermedades como espina bífida, catarata y fusión de vértebras. Estos casos se conocen con el nombre de síndrome del nevus comedoniano y están causados por una mutación letal asociada a mosaicismo.